# Klaudia Buczek
Klaudia Buczek (* 30. května 1991 Tarnów, Polsko) je polská reprezentantka ve sportovním lezení, vicemistryně světa, akademická vicemistryně světa i Evropy, mistryně Polska, juniorská mistryně světa a Polska v lezení na rychlost.

## Výkony a ocenění
- 2012 a 2016: dvě nominace na Světové hry

### Závodní výsledky
| Světové hry | Světové hry | Světové hry |
| Rok         | 2013        | 2017        |
| ----------- | ----------- | ----------- |
| Rychlost    | 7           | 12          |

| Arco Rock Master | Arco Rock Master |
| Rok              | 2010             |
| ---------------- | ---------------- |
| Rychlost*        | 14               |

* v roce 2010 byla na Rock Masteru v Arcu rozšířená nominace jako příprava na MS 2011
| Mistrovství světa | Mistrovství světa | Mistrovství světa | Mistrovství světa | Mistrovství světa |
| Rok               | 2011              | 2012              | 2014              | 2016              |
| ----------------- | ----------------- | ----------------- | ----------------- | ----------------- |
| Rychlost          | 17                | 14                | 2                 | 5                 |

| Světový pohár       | Světový pohár | Světový pohár   | Světový pohár | Světový pohár   | Světový pohár     | Světový pohár   | Světový pohár | Světový pohár  | Světový pohár       | Světový pohár        |
| Rok                 | 2009          | 2010            | 2011          | 2012            | 2013              | 2014            | 2015          | 2016           | 2017                | 2018                 |
| ------------------- | ------------- | --------------- | ------------- | --------------- | ----------------- | --------------- | ------------- | -------------- | ------------------- | -------------------- |
| Obtížnost           | —             | —               | —             | —               | —                 | —               | —             | —              | —                   | 0                    |
| jednotlivě*         | —             | —               | —             | —               | —                 | —               | —             | —              | —                   | ,33,67,              |
|                     |               |                 |               |                 |                   |                 |               |                |                     |                      |
| Rychlost            | 9             | 23              | 8             | 7               | 7                 | 4               | 7             | 3              | 9                   | 23                   |
| jednotlivě* (1/2/1) | 8,10, -,4     | -,-,-,8, 28,-,- | -,-,9, 18,4   | 9,7,14, · ,13,- | 7,14,8,5, 15,5,14 | 4,4,18, 7,7,7,5 | 7,9,8, 11,6   | ,4,, · 11,4,7, | 19,12,9, 8,17,10,15 | 4,-,16,-, 10,-,14,22 |
|                     |               |                 |               |                 |                   |                 |               |                |                     |                      |
| Bouldering          | 0             | —               | —             | —               | —                 | —               | —             | —              | —                   | 0                    |
| jednotlivě*         | ,41,          | —               | —             | —               | —                 | —               | —             | —              | —                   | ,71,41,              |
|                     |               |                 |               |                 |                   |                 |               |                |                     |                      |
| Kombinace           | —             | —               | —             | —               | —                 | —               | —             | —              | 30                  | 17                   |

* poznámka: nalevo jsou poslední závody v roce
| Akademické mistrovství světa | Akademické mistrovství světa |
| Rok                          | 2016                         |
| ---------------------------- | ---------------------------- |
| Rychlost                     | 2                            |

| Mistrovství Evropy | Mistrovství Evropy | Mistrovství Evropy | Mistrovství Evropy | Mistrovství Evropy |
| Rok                | 2010               | 2013               | 2015               | 2017               |
| ------------------ | ------------------ | ------------------ | ------------------ | ------------------ |
| Rychlost           | 7                  | 9                  | 9                  | 22                 |

| Akademické mistrovství Evropy | Akademické mistrovství Evropy |
| Rok                           | 2015                          |
| ----------------------------- | ----------------------------- |
| Rychlost                      | 2                             |

| Mistrovství Polska | Mistrovství Polska | Mistrovství Polska | Mistrovství Polska | Mistrovství Polska | Mistrovství Polska |
| Rok                | 2012               | 2013               | 2014               | 2015               | 2016               |
| ------------------ | ------------------ | ------------------ | ------------------ | ------------------ | ------------------ |
| Rychlost           | 1                  | 2                  | 1                  | 2                  | 1                  |

| Mistrovství světa juniorů | Mistrovství světa juniorů | Mistrovství světa juniorů |
| Rok                       | 2009 juniorky             | 2010 juniorky             |
| ------------------------- | ------------------------- | ------------------------- |
| Rychlost                  | 4                         | 1                         |